# Río Macarao
El río Macarao se origina de la unión de las quebradas Cajón y los Indios las cuales nacen en el mismo ramal del río San Pedro y a una altitud de unos 1600 m s. n. m. La cuenca de este río se ha utilizado desde el último cuarto del siglo XIX como acueducto para suministrar agua a la ciudad Caracas, en la actualidad se halla protegida bajo el régimen de parque nacional y junto con la cuenca del río San Pedro  forma parte de parque nacional Macarao además de que en la confluencia de los mismos en la localidad de Las Adjuntas al oeste de Caracas originan al río Guaire.

## Toponimia
El Nombre del río Macarao y el cual comparte con un centro poblado de Macarao localizado en la parte más ancha del valle por el cual el fluye al oeste de la ciudad de Caracas, derivando mismo del nombre del Cacique Macarao que habitó la zona en la época colonial.

## Historia
En la parte más baja del estrecho valle del río Macarao en el año 1874 bajo la Presidencia de Antonio Guzmán Blanco se construye el tercer acueducto de la ciudad de Caracas  y el cual tras varias modificaciones llega hasta la actualidad surtiendo agua al oeste de la ciudad. La obra se inaugura el 28 de octubre de 1874 la misma es obra del ingeniero Luciano Urdaneta.

## Represa de Macarao
La represa de Macarao iniciando su actividad hacia el año 1874 durante el gobierno de Antonio Guzmán Blanco y con el correr de los tiempos se ha modificado hasta llegar a la actual presa. La presa tuvo una capacidad de 186.000 metros cúbicos hasta la cresta del aliviadero, cuando se construyó en el año 1948. Al presente, debido al agotamiento del almacenaje causado por la sedimentación, la capacidad ha disminuido a 90.000 metros cúbicos, en la actualidad su área de drenaje es de 109 kilómetros cuadrados y está alimentada través de un trasvase de cuenca en conducto de gravedad por aguas del embalse de Aguas Fría, sobre la Quebrada del mismo nombre, situado en la Cuenca del Río Tuy y, a unos 14 kilómetros al este del embalse de Macarao.